# Tierra Grande
La región de Tierra Grande es una de las siete regiones geoeconómicas que conforman el estado de Morelos, de México. 
La región es un área cultural, histórica y geográfica.
La región de Tierra Grande en el estado de Morelos está conformada por seis municipios: Atlatlahucan, Ayala, Cuautla, Tlayacapan, Yautepec y Yecapixtla.
- Datos: Q5409501